# Kristine Nitzsche
Kristine Nitzsche (* 1. Juni 1959 in Leipzig) ist eine deutsche Leichtathletin, die im Fünfkampf und im Hochsprung aktiv war.
Bei den Junioreneuropameisterschaften 1977 wurde sie Doppelsiegerin – im Hochsprung (1,88 m) und im Fünfkampf (4409 Punkte: 14,39 s – 11,85 m – 1,88 m – 6,25 m – 2:17,9 min). Bei den Europameisterschaften 1978 in Prag gewann sie die Bronzemedaille im Fünfkampf gewann (4599 Punkte: 14,02 s – 12,77 m – 1,93 m – 6,13 m – 2:12,7 min). Im Hochsprungwettbewerb bei diesen Europameisterschaften wurde sie Elfte (1,80 m). Insgesamt bestritt sie zwischen 1977 und 1985 15 Länderkämpfe für den DVfL. In der Halle wurde sie 1979 DDR-Meisterin im Hochsprung und im Fünfkampf.
Kristine Nitzsche gehörte dem SC Cottbus an. In ihrer Wettkampfzeit war sie 1,87 m groß und 78 kg schwer. In den nach der deutschen Wiedervereinigung öffentlich gewordenen Unterlagen zum Staatsdoping in der DDR fand sich bei den gedopten Sportlerinnen auch der Name von Nitzsche.